# Listă de detectivi și polițiști din povestirile cu Sherlock Holmes
Aceasta este o listă de inspectori de poliție, detectivi particulari, agenți de poliție și ajutoare ale lui Holmes menționați în povestirile cu Sherlock Holmes ale lui Sir Arthur Conan Doyle. Povestirile se referă și la alte asemenea personaje, cărora nu li se dă numele.

## Detectivi
| Detective                                                                                | Povestiri |
| ---------------------------------------------------------------------------------------- | --- |
| Inspectorul Algar, „prietenul meu de la Poliția orașului Liverpool”.                     | "Aventura cutiei de carton" |
| Inspectorul Bardle de la Poliția din Sussex                                              | "Coama leului" |
| Dl. Barker, detectiv particular                                                          | "Povestea bătrânului fabricant de vopsea" |
| Inspectorul Barton de la Scotland Yard                                                   | "Omul cu buza strâmbă" |
| Inspectorul Baynes de la Poliția din Surrey                                              | "Aventura de la Wisteria Lodge" |
| Inspectorul Bradstreet de la Scotland Yard                                               | "Omul cu buza strâmbă", "Aventura rubinului albastru" și "Aventura degetului cel mare al inginerului" |
| Inspectorul Sam Brown de la Scotland Yard                                                | Semnul celor patru |
| Monsieur Dubugue de la poliția din Paris                                                 | "Tratatul naval" |
| Dupin, detectiv creat de Edgar Allan Poe                                                 | Un studiu în roșu și "Aventura cutiei de carton" |
| Birdy Edwards, alias John Douglas, alias John McMurdo, de la agenția americană Pinkerton | Valea terorii |
| Inspectorul Forbes de la Scotland Yard                                                   | "Tratatul naval" |
| Inspectorul Forrester de la Scotland Yard                                                | "Enigma din Reigate" |
| Inspectorul Gregory de la Scotland Yard                                                  | "Stea-de-Argint" |
| Inspectorul Tobias Gregson de la Scotland Yard                                           | Un studiu în roșu, "Traducătorul de greacă", "Aventura de la Wisteria Lodge" și "Cercul roșu" |
| Inspectorul Hill de la Scotland Yard                                                     | "Cei șase Napoleoni" |
| Inspectorul Stanley Hopkins de la Scotland Yard                                          | "Peter „Cel Negru”", "Ochelarii de aur", "Fundașul dispărut" (menționat) și "Aventura de la Abbey Grange" |
| Inspectorul Athelney Jones de la Scotland Yard                                           | Semnul celor patru |
| Inspectorul Peter Jones de la Scotland Yard                                              | "Liga roșcaților" |
| Inspectorul Lanner de la Scotland Yard                                                   | "Pacientul rezident" |
| Inspectorul G. Lestrade de la Scotland Yard                                              | Un studiu în roșu, Câinele din Baskerville, "Misterul din Valea Boscombe", "Aventura burlacului nobil", "Casa pustie", "Constructorul din Norwood", "Aventura lui Charles Augustus Milverton", "Cei șase Napoleoni", "Cea de-a doua pată", "Aventura cutiei de carton", "Planurile Bruce-Partington", "Cum a dispărut Lady Frances Carfax", și "Aventura celor trei Garrideb" |
| LeBrun, agentul francez                                                                  | "Un client ilustru" |
| Lecoq, detectivul creat de Émile Gaboriau                                                | Un studiu în roșu |
| Wilson Hargreave de la Biroul de Poliție din New York                                    | "Omuleții dansatori" |
| Dl. Leverton de la agenția americană Pinkerton                                           | "„Cercul roșu”" |
| Inspectorul Alec MacDonald de la Scotland Yard                                           | Valea terorii |
| Inspectorul MacKinnon de la Scotland Yard                                                | "Povestea bătrânului fabricant de vopsea" |
| Inspectorul Martin de la Poliția din Norfolk                                             | "Omuleții dansatori" |
| Inspectorul White Mason de la Scotland Yard                                              | Valea terorii |
| Inspectorul Merivale de la Scotland Yard                                                 | "Aventuri pe domeniul Shoscombe" |
| Inspectorul Montgomery de la Scotland Yard                                               | "Aventura cutiei de carton" |
| Inspectorul Morton de la Scotland Yard                                                   | "Detectivul muribund" |
| Inspectorul Patterson de la Scotland Yard                                                | "Ultima problemă" |
| François le Villard de la Serviciul Francez de Detectivi                                 | Semnul celor patru |
| Fritz Von Waldbaum, binecunoscutul specialist din Dantzig                                | "Tratatul naval" |
| Inspectorul Youghal de la Scotland Yard                                                  | "Cazul diamantului Mazarin" |

## Polițiști
| Constable                                           | Povestiri                        |
| --------------------------------------------------- | -------------------------------- |
| Agentul Anderson                                    | "Coama leului"                   |
| Agentul Barrett                                     | "Cea de-a doua pată"             |
| Agentul Cook                                        | "Cei cinci sâmburi de portocală" |
| Sergentul Coventry de la Poliția din Hampshire      | "Problema podului Thor"          |
| Agentul Downing de la Poliția din Surrey            | "Aventura de la Wisteria Lodge"  |
| Ofițerul Evans                                      | Valea terorii                    |
| Agentul MacPherson                                  | "Cea de-a doua pată"             |
| Agentul Harry Murcher                               | Un studiu în roșu                |
| Agentul Pollock                                     | "Funcționarul agenției de bursă" |
| Agentul John Rance                                  | Un studiu în roșu                |
| Sergentul Tuson de la Poliția orașului Londra       | "Funcționarul agenției de bursă" |
| Agentul de poliție Walters de la Poliția din Surrey | "Aventura de la Wisteria Lodge"  |
| Sergentul Wilson de la Poliția din Sussex           | "Omuleții dansatori"             |
| Agentul Wilson                                      | "Ochelarii de aur"               |

## Ajutoare ale lui Holmes
| Agent | Povestiri                                                                                  |
| --- | ------------------------------------------------------------------------------------------ |
| Baker Street Irregulars (BSI), alias Divizia Baker Street a forței de poliție de detectivi, un grup de băieți vagabonzi zdrențăroși și murdari | Un studiu în roșu, Semnul celor patru și "Povestea cocoșatului"                            |
| Billy, paj în camerele lui Holmes de pe strada Baker                                                                                           | Valea terorii, "Cazul diamantului Mazarin" și "Problema podului Thor"                      |
| Cartwright, “puștiul de la Express Office.” | Câinele din Baskerville                                                                    |
| Mycroft Holmes, fratele lui Sherlock | "Traducătorul de greacă", "Ultima problemă", "Casa pustie" și "Planurile Bruce-Partington" |
| Shinwell Johnson, alias “Porky” Johnson, el acționează ca “agent [al lui Holmes] în subteranele lumii interlope din Londra...”                 | "Un client ilustru"                                                                        |
| Lomax, bibliotecar adjunct la Biblioteca Londrei și prieten al lui Watson                                                                      | "Un client ilustru"                                                                        |
| Martha, angajată ca menajeră de Von Bork, dar agentă a lui Holmes                                                                              | "Ultima reverență"                                                                         |
| Mercer, “El este omul meu de utilitate generală care mă ajută cu cercetări de rutină”                                                          | "Aventurile omului-maimuță"                                                                |
| Peterson, un comisionar din Londra | "Aventura rubinului albastru"                                                              |
| Langdale Pike, o “enciclopedie umană în ceea ce privește scandalurile mondene”                                                                 | "Aventură în casa cu trei frontoane"                                                       |
| Pompey, un câine de curse | "Fundașul dispărut"                                                                        |
| Fred Porlock, o sursă anonimă de informații despre banda profesorului Moriarty                                                                 | Valea terorii                                                                              |
| Bătrânul Sherman, un om care împăiază păsări și proprietar al lui Toby                                                                         | Semnul celor patru                                                                         |
| Simpson, BSI | "Povestea cocoșatului"                                                                     |
| Toby, câine al bătrânului Sherman, cu un talent remarcabil în urmărire                                                                         | Semnul celor patru                                                                         |
| Wiggins, BSI | Un studiu în roșu și Semnul celor patru                                                    |